# Sphecodes ranunculi
Sphecodes ranunculi là một loài Hymenoptera trong họ Halictidae. Loài này được Robertson mô tả khoa học năm 1897.